# Welsh corgi

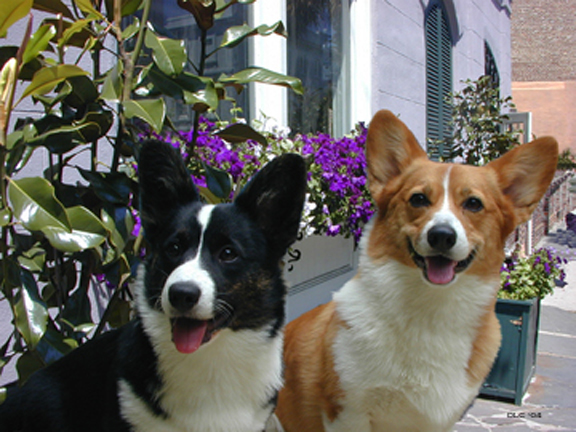
En welsh corgi cardigan till vänster och en welsh corgi pembroke till höger.

Welsh corgi eller bara "corgi" är en typ av hundras. Den kännetecknas av en större kropp med korta ben, och är ursprungligen en vallhund. Det finns två varianter av Welsh corgi: Cardigan och Pembroke. Tidigare parades dessa fritt med varandra, men sedan 1943 klassas de som två skilda raser. 
Det sägs att welsh corgi har ett släktskap till västgötaspetsen. Hunden är en vallhund, men även vanlig som familjehund. 
I Sverige finns en förening för ägare till hundar av denna ras; Svenska Welsh corgiklubben. 
Drottning Elizabeth II hade under sin tid på tronen fler än 30 hundar av rasen Welsh corgi.
För en mer specifik rasbeskrivning av rasen se:
- Welsh corgi cardigan
- Welsh corgi pembroke

## Beskrivning

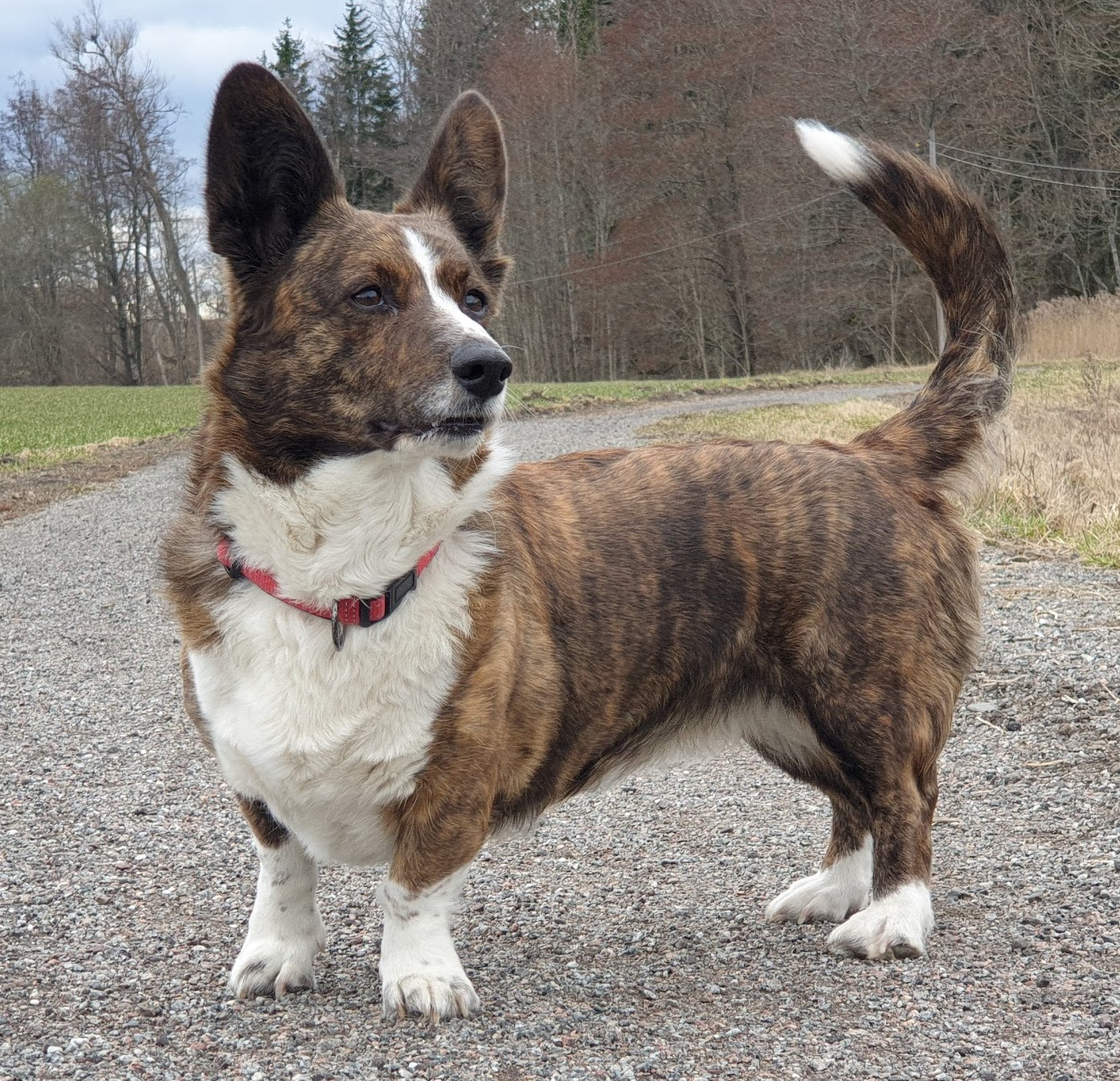
En Welsh Corgi Cardigan

Ursprungligen är Welsh corgin en boskapsvallare från Wales som vallar genom att nafsa boskapen i hasorna, en s.k. ”heeler”. Det kymriska namnet är ”ci sodli”, vilket tros betyda ”hund som nafsar och nyper” och syftar på corgins sätt att valla. Benen är korta, och mankhöjden ca 30 centimeter, men detta till trots är corgin mycket kvick på att ta sig fram, även i besvärlig terräng.

## Historik
De walesiska bönderna var som regel inte så välbärgade och hade inte råd att hålla sig med mer än ett par hundar. Dessa hundar måste klara flera arbetsuppgifter, som att valla boskap ute i markerna på dagarna och vakta hus och gård på natten, vilket utvecklade den mångsidighet som idag kan ses hos corgin.
Rasen är mycket gammal, troligen från 900-talet, men fakta om dess ursprung är inte fastslagna. Likheten med den svenska Västgötaspetsen talar för ett släktskap med Welsh Corgi Pembroke. Båda raserna bär också på ett anlag för kort svans, vilket inte ”kusinen” från det mer otillgängliga Cardiganshire, Welsh corgi cardigan, har. Teorier finns att vikingarna förde med sig hundar till Storbritannien som blev upphovet till Pembroken, eller tvärtom – att de rövade med sig walesarnas hundar hem. 
Enligt den walesiska folktron var Welsh corgin en gåva till människorna från älvorna. Två barn som var ute och vaktade familjens boskap fann två valpar som de tog med hem. Valparna växte upp och fick ansvaret att vakta boskapen om dagen och gården på natten. Älvorna själva använde hundarna som drag- och riddjur.